# Златан зуб
Златан зуб први је и једини студијски албум некадашњег реп, денсхол и реге бенда Blaya dub Playa. Објављен је у мају 2011. године, а снимљен у студију диџеј Бураза, који је такође био члан бенда. На албуму се нашло петнаест песама, на нумери Води ме гостовао је Газда Паја. Албум је сниман више од годину дана.

## Списак песама
| Бр. | Назив песме                 | Трајање |
| --- | --------------------------- | ------- |
| 1.  | Интро                       | 01:15   |
| 2.  |                             | 03:33   |
| 3.  | Спремни на све (dirty edit) | 02:50   |
| 4.  | Распад                      | 04:00   |
| 5.  | Ко те пита                  | 03:16   |
| 6.  | Утока за пасом              | 03:39   |
| 7.  | Води ме (са Газда Пајом)    | 03:28   |
| 8.  | Нинфо                       | 02:36   |
| 9.  | Земунска вутра              | 02:32   |
| 10. | Математика                  | 03:39   |
| 11. | Паре (скитуљко)             | 01:42   |
| 12. | Један џок                   | 03:20   |
| 13. | У стану                     | 03:44   |
| 14. | Блзе                        | 03:40   |
| 15. | Оутро                       | 02:17   |